# Pierre Morel (Regisseur)

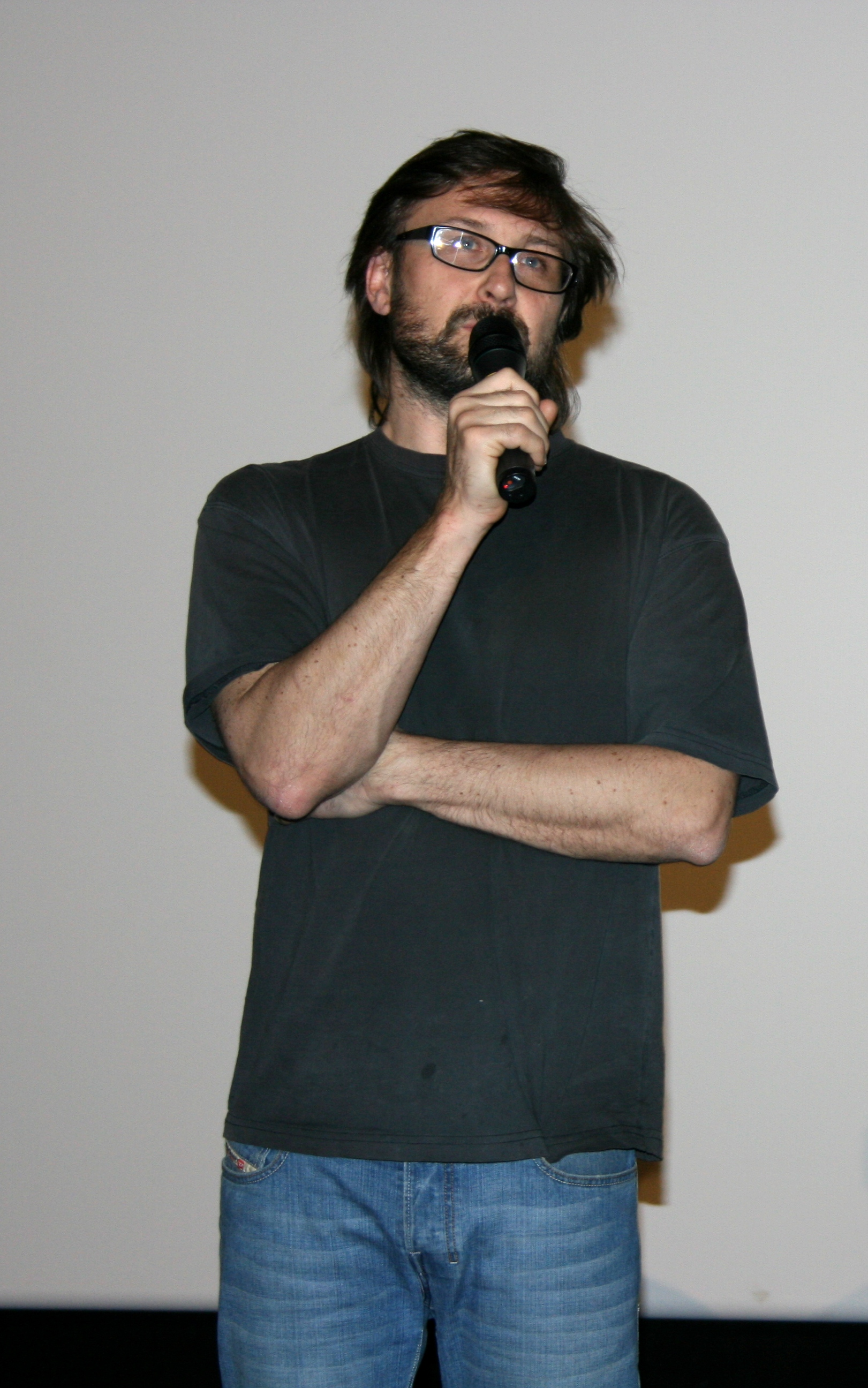
Morel auf einer Vorpremiere von 96 Hours in Paris, 27. Februar 2008

Pierre Morel (* 12. Mai 1964 in Frankreich) ist ein französischer Filmregisseur und Kameramann. Er erlangte vor allem mit dem Film 96 Hours Bekanntheit, der mit einem Einspielergebnis von etwa 9,5 Millionen US-Dollar am ersten Tag seiner Veröffentlichung in den USA einen Rekord aufstellte. Noch nie zuvor hatte ein Film am Super-Bowl-Wochenende an seinem Starttag so viel Geld eingespielt. Der Film avancierte auch darüber hinaus weltweit zu einem Überraschungserfolg, wurde neben den USA auch in Deutschland noch etwa ein Jahr nach der Erstveröffentlichung in Frankreich in die Kinos gebracht und nicht, wie sonst nach so langer Zeit üblich, nur direkt auf DVD veröffentlicht.

## Beruflicher Werdegang
Morel arbeitet seit 1992 als Kameramann beim Film (sowohl als Director of Photography als auch als Steadicam operator), seit 2004 hat er außerdem drei Filme als Regisseur fertiggestellt. Eine Besonderheit seiner Arbeitsweise ist, dass er auch als Regisseur oftmals selbst die Kamera bedient. Seit seinem Regie-Erfolg mit 96 Hours hat Morel als reiner Kameramann keine Aufträge mehr wahrgenommen und konzentriert sich voll auf seine Regie-Projekte.
Nach seinen Regieeinsätzen in Ghettogangz – Die Hölle vor Paris, 96 Hours und From Paris with Love wurde er zuletzt unter anderem mit einer Neuverfilmung von Dune und einer Verfilmung des Brettspiels Ouija in Verbindung gebracht, stieg aus ersterem Projekt aber aus, nachdem er bereits das Drehbuch hatte umarbeiten lassen, und musste bei zweiterem McG den Vortritt überlassen. Daraufhin war Morel für die Fortsetzung von 96 Hours im Gespräch, mit deren Ausarbeitung er schon im Jahr 2009 beschäftigt war. (Letztendlich jedoch wurden 96 Hours – Taken 2 und 96 Hours – Taken 3 von Olivier Megaton inszeniert.)

## Stil
Pierre Morels Regiearbeiten zeichnen sich vor allem durch schnelle, aber sauber ineinander übergleitende Schnitte und eine sehr stilisierte, sich daran fügende Kameraarbeit aus, die im Besonderen durch kalte Farben und Bewegung lebt. Er hebt sich dabei aber von modernen Ästhetiken, die durch Wackelkamera eher auf Hektik und besondere Verwirrung setzen, ab, da seine Filme zwar durch Schnelligkeit, nicht aber durch Sprünge, die Schnelligkeit über Verwirrung vortäuschen, leben. Die Kamerabewegungen in seinen Filmen sind in der Regel sauber und von einer betonten Wackelästhetik weit entfernt. Die Wirkung entsteht nur durch die Zusammenwirkung der Geschwindigkeiten von Montage und Kamerabewegungen, ohne dass dabei noch extra auf jump cuts und Kamerawackler gesetzt wird. Gelegentlich arbeitet Morel auch mit überhöhten Geschwindigkeiten, lässt sein Material bei weiträumigen Kamerafahrten schneller abspielen (z. B. im Intro von Ghettogangz). Auch das Retuschieren von Filmmaterial, um die Stilisierung der Bilder zu steigern, ist ab und an zu bemerken. Insgesamt wirken seine Produktionen in einem außergewöhnlichen Maße fühlbar digital.
Im Gegensatz zu Filmen, in denen konstant auf Wackelkamera gesetzt wird, ist bei Morel außerdem auffällig, dass er die beschriebenen Effekte zielgerichtet bzw. handlungsgebunden einsetzt. Gerade in 96 Hours wirkt der Stil erst mit sich zuspitzender Dramatik immer mehr wie hier beschrieben.
Mit seiner Technik gelang es Morel sogar, den seinerzeit bereits 54 bzw. 55 Jahre alten Liam Neeson derart agil in Szene zu setzen, dass dieser in 96 Hours eine ganze Reihe physisch höchst expressiver Nahkampfszenen in schnellen Bewegungsabläufen absolvierte, ohne dabei großartig auf einen Stuntman angewiesen gewesen zu sein. Neeson lehnt Stunts zwar ab, sieht Nahkampfszenen allerdings nicht als solche an und wurde von Morel zu Höchstleistungen angespornt. Die Szenen wurden dann mit einem starken Fokus auf schnelle Kampfbewegungen choreografiert, entsprechend gefilmt und die einzelnen Bewegungen eines Kampfes in einem auffallend schnellen Bewegungsfluss aneinander montiert. Durch diese innovative Stilistik, die vom Publikum oft als äußerst actiongeladen und temporeich wahrgenommen wurde und dabei gleichzeitig verhältnismäßig handgemacht wirkt, d. h. ohne Hilfe von reißerischen Computereffekten auskommt, avancierte der Film zum Überraschungshit.
Kathrin Lang aus der Redaktion von moviesection.de beschrieb Morels Stil, in einer Kritik zu From Paris with Love, mit auch allgemeingültig sehr treffenden Worten: „Die Symbiose aus tollen Kamerafahrten, einem grandiosen Schnitt und einer erstklassigen Bildgestaltung, bringen atemberaubende Actionszenen hervor, die dem französischen Thriller den richtigen Rahmen für seine tollkühne Story verliehen.“

## Familie
Über Morels Privatleben ist wenig bekannt, da er eher ungern Interviews gibt, was damit zu tun haben soll, dass er sich bei seiner Arbeit nicht gern in die Karten schauen lässt. Er hat zwei Kinder.

## Filmografie (Auswahl)

### Regie
- 2004: Ghettogangz – Die Hölle vor Paris (Banlieue 13)
- 2008: 96 Hours (Taken)
- 2010: From Paris with Love
- 2013: Zero Hour (Fernsehserie, Folge 1x01 und 1x02)
- 2014: The Night Shift (Fernsehserie, Folge 1x01)
- 2015: The Gunman
- 2015: Clan of the Cave Bear (Fernsehfilm)
- 2018: Peppermint: Angel of Vengeance (Peppermint)
- 2021: Ambush: Kein Entkommen (الكمين)
- 2023: Freelance
- 2024: Canary Black

### Kamera
- 1995: Julie Lescaut (Fernsehserie, 1 Folge)
- 2000: Taxi Taxi (Steadicam Operator)
- 2002: The Transporter (Le Transporteur)
- 2003: Was das Herz begehrt (Something’s Gotta Give, Kameramann am Drehort Paris)
- 2004: The American (L’américain, Steadicam Operator)
- 2005: Transporter – The Mission (Le Transporteur II, Steadicam Operator)
- 2005: Unleashed – Entfesselt (Danny The Dog)
- 2006: Love and Other Disasters
- 2007: War
- 2007: Taxi 4

### Produzent
- 2017: Overdrive